# LIMITLESS
LIMITLESS（リミットレス、朝: 리미트리스）は、韓国の4人ボーイズグループ。2017年Mnetで放送されたPRODUCE 101シーズン2の出演者であるチャン・ムンボク、ソン・ヒョヌ、ユン・ヒソクに、イ・フィチャンを加えた4人で結成され、後に2名が加わり6人組のグループとなった。グループ名の由来は「限界がない」「無限な可能性を持っている」の意味が込められている。

## 来歴

### 2019年
- 4月18日　-　グループ名「LIMITLESS」と発表[1]。
- 7月1日　-　LIMITLESSのデビュープランイメージを公開[2]。
- 7月8日　-　シングル「Dreamplay」個人予告映像を公開[3]。
- 7月9日　-　シングル「Dreamplay」をリリース。ソウル西橋洞弘大ムーブホールにてショーケース開催[4]。
- 11月18日　-　C.I、J-Jinが新メンバーとして加入することを発表[5]。
- 11月28日　-　ミニアルバム「Wish Wish」発売。
- 12月24日　-　ソウル・ノドゥル島のライブハウスで1stファンコンサート「WISH YOUR MERRY CHRISTMAS」を開催[6]。

### 2020年
- 2月11日　オンラインコミュニティサイトでチャン・ムンボクの元恋人を名乗るA氏が性的関係や金銭の要求があったと暴露した。ONO entertainmentは確認中とコメント。[7]
- 5月24日　ヒソクがInstagramにおいてlimitlessの脱退の意向を示した。事務所はヒソクと連絡が取れないとしている。[8]
- 8月10日　ヒソクの脱退を事務所側が承認する。
- 2021年6月30日　レイチャンが本名のイ・フィチャンとしてOMEGA Xでデビュー。フィチャンが他グループでデビュー、ムンボクが女性問題で訴訟中であるため、グループは実質解散したものと思われる。事務所の公式サイトも閉鎖した。

## メンバー
| 芸名       | 芸名     | 芸名     | 本名   | 本名             | 本名     | 本名           | 生年月日               | 出身 | ポジション                     |
| カタカナ   | ハングル | ローマ字 | 漢字   | カタカナ         | ハングル | ローマ字       | 生年月日               | 出身 | ポジション                     |
| ---------- | -------- | -------- | ------ | ---------------- | -------- | -------------- | ---------------------- | ---- | ------------------------------ |
| J-Jin      | 제이진   | -        | 湛展   | -                | -        | -              | 1996年3月19日（29歳）  | 中国 | サブボーカル                   |
| A.M        | 에이엠   | -        | 成玹祐 | ソン・ヒョヌ     | 성현우   | Seong Hyun Woo | 1996年12月31日（28歳） | 韓国 | リーダー,ラッパー,サブボーカル |
| Jmvok      | -        | -        | 張文福 | チャン・ムンボク | 장문복   | Jang Moon Bok  | 1995年4月11日（30歳）  | 韓国 | ラッパー                       |
| C.I        | 씨아이   | -        | 蔡鑫   | -                | -        | -              | 1999年3月6日（26歳）   | 中国 | サブボーカル                   |
| レイチャン | 레이찬   | Raychan  | 李輝燦 | イ・フィチャン   | 이휘찬   | Lee Hwi Chan   | 1996年4月18日（29歳）  | 韓国 | サブボーカル                   |

### 元メンバー
| 芸名     | 芸名     | 芸名     | 本名   | 本名         | 本名     | 本名          | 生年月日              | 出身 | ポジション     |
| カタカナ | ハングル | ローマ字 | 漢字   | カタカナ     | ハングル | ローマ字      | 生年月日              | 出身 | ポジション     |
| -------- | -------- | -------- | ------ | ------------ | -------- | ------------- | --------------------- | ---- | -------------- |
| ヒソク   | 희석     | Hee Seok | 尹熙錫 | ユン・ヒソク | 윤희석   | Yoon Hee Seok | 1997年6月10日（27歳） | 韓国 | メインボーカル |

## ディスコグラフィー

### ミニアルバム
| No. | タイトル                   | 収録曲                                                                      | Gaon チャート （週間） | 売上枚数 |
| --- | -------------------------- | --------------------------------------------------------------------------- | ---------------------- | -------- |
| 1st | Wish Wish (2019年11月28日) | 1. LIMITLESS (Intro) 2. Wish Wish 3. 森 4. ピリオド 5. 夢幻劇（Dream Play） | 58位                   | -        |

### デジタルシングル
- 「Dreamplay」（2019年7月9日）　 - 「メンバーたちの夢と幻想的なデビュー」という出発点を比喩的に表現した曲[10]。